# Бейтс, Флоренс
Флоренс Бейтс (англ. Florence Bates, урождённая Флоренс Рейб (англ. Florence Rabe), 15 апреля 1888 — 31 января 1954) — американская актриса.

## Биография
Родилась в Сан-Антонио вторым ребёнком в семье еврейских иммигрантов. В детстве Рейб демонстрировала талант в музыке, но из-за травмы руки ей пришлось отказаться от дальнейших занятий игры на пианино. В 1906 году она окончила Техасский университет в Остине по специальности математика, после чего преподавала в школе. В 1909 году она познакомилась и вышла замуж за своего первого мужа, бросив вскоре работу в школе, посвятив себя воспитанию дочери. После развода она занялась изучением законодательства и права, став в 1914 году первой женщиной-адвокатом в штате.
После смерти родителей Рейб оставила адвокатуру, чтобы помочь сестре в антикварном бизнесе их отца. В 1929 году она закрыла антикварный магазин и вышла замуж за богатого нефтяного барона Уильяма Ф. Якоби. После того как он разорился, супруги переехали в Лос-Анджелес, где открыли пекарню.
В середине 1930-х она успешно прошла пробы и получила роль мисс Бейтс в театральной постановке по роману Джейн Остин «Эмма» в театре Пасадины. После того как она решила продолжить актёрскую карьеру, то изменила фамилию на Бейтс, по имени своей первой героини. В 1939 году она познакомилась с Альфредом Хичкоком, который утвердил её на дебютную роль вдовствующей миссис Ван Хоппер в своем триллере 1940 года «Ребекка». В дальнейшие годы Флоренс Бейтс снялась более чем в шестидесяти кинокартинах, среди которых «Китти Фойл» и «Сын Монте-Кристо» (1940), «Сестра его дворецкого» (1943), «Саратогская железнодорожная ветка» (1945), «Тайная жизнь Уолтера Митти» (1947), «Кровавые деньги» (1947), «Я помню маму» (1948), «Письмо трём жёнам» (1949), «Портрет Дженни» (1948), «Увольнение в город» (1949), «Другая женщина» (1950) и «Колыбельная Бродвея» (1951). В 1950-х актриса также стала появляться на телевидении, где у неё были роли в таких телешоу как «Шоу Джорджа Бёрнса и Грейси Аллен», «Я люблю Люси» и «Моя маленькая Марджи».
Флоренс Бейтс скончалась от сердечного приступа в Лос-Анджелесе в 1954 году, и была похоронена на кладбище Форест-Лаун в Глендейле.